# Telstar 303
O Telstar 303 era um satélite de comunicação geoestacionário que foi construído pela Hughes. Ele esteve localizado na posição orbital de 125 graus de longitude oeste e foi operado pela AT&T. O satélite era baseado na plataforma HS-376 e sua expectativa de vida útil era de 10 anos. O Telstar 302 saiu de serviço em janeiro de 1999.

## Lançamento
O satélite foi lançado com sucesso ao espaço no dia 17 de junho de 1985, às 11:33:00 UTC, abordo do ônibus espacial Discovery da NASA durante a missão STS-51-G, a partir do Centro Espacial Kennedy, na Flórida, EUA, juntamente com os satélites Morelos I, Arabsat 1B e Spartan 101-F1. Ele tinha uma massa de lançamento de 1.140 kg.

## Capacidade e cobertura
O Telstar 303 era equipado com 24 transponders em banda C para prestar serviço de telecomunicação para a América do Norte.